# Antennularia lichenisata
Antennularia lichenisata är en svampart som beskrevs av Coppins & Aptroot 2008. Antennularia lichenisata ingår i släktet Antennularia och familjen Venturiaceae.   Inga underarter finns listade i Catalogue of Life.